# Oudot de Maclaurin
Pour les articles homonymes, voir Maclaurin.
Oudot de Maclaurin est un architecte français peu connu dont on ignore la parenté, le prénom, les dates et lieux de naissance et de décès.
L'Académie royale d'architecture l'appelle monsieur Oudot, mais il signe Demaclaurin. Pour M. Lhuillier, il serait le fils naturel du mathématicien écossais Colin Maclaurin.

## Biographie
Il est le disciple de l'architecte néoclassique François Dominique Barreau de Chefdeville.
Il semble que dès 1765, Oudot de Maclaurin travaille avec Giovanni Niccolò Servandoni sur la façade de l'église Saint-Sulpice. Après la mort de Servandoni, il est en compétition avec Pierre Patte pour terminer la façade de l'église. Le curé de Saint-Sulpice, Du Lau d'Allemans, le choisit pour terminer la construction de la façade avec ses deux tours. Il continue la réalisation suivant les plans de Sevandoni mais en modifiant le couronnement. Il revient au premier projet de façade de Servandoni. Patte a rédigé un mémoire en 1767 pour l'Académie royale d'architecture. Celle-ci choisit le fronton proposé par Patte et les tours d'Oudot de Maclaurin. Le gros œuvre des tours est réalisé entre 1768 et 1772. Le résultat déplait, critiqué, il doit se retirer de la direction du chantier en 1772 qui a été repris à partir de 1776 par Jean-François Chalgrin.
Il réalise, en 1772, le portail du cimetière Saint-Sulpice, rue du Petit-Bourbon. Ce portail a été admiré. Il est gravé en 1805 dans les Annales du Musée de Landon. L'architecte Étienne-Hippolyte Godde en a exécuté une copie conforme pour l'entrée principale du cimetière du Père-Lachaise.
À la mort de Barreau de Chefdeville, en 1765, l'intendant de Bordeaux, Robert Boutin, le nomme pour terminer la construction de l'église Saint-Nicolas de Nérac. Travaillant alors à l'église Saint-Sulpice, il en a réalisé les plans qui ont été exécutés par le conducteur de travaux Sauvageot.
En 1767, il est choisi par l'intendant de Picardie (peut-être avec l'appui du beau-père de Robert Boutin, Jacques Bernard Chauvelin, intendant des finances qui avait été intendant à Amiens) le désigne pour faire les plans de la caserne Stengel, ancien hôtel des Gardes du Corps du Roi, à Amiens. Cette caserne construite pour recevoir les 360 chevaux de la compagnie de Luxembourg a été construite entre 1768 et 1773.
Dans une lettre conservée à Amiens, il indique qu'il a travaillé, vers 1765, à l'église Saint-Louis-en-l'Île de Paris. On pourrait donc lui attribuer l'obélisque de cette église, œuvre originale dont l'architecte est inconnu.
Il succède à Barreau de Chefdeville comme architecte de François Fontaine de Cramayel (1714-24 avril 1779), fermier général de 1747 à 1771, marié à Françoise Monique de la Borde. Leur fils, Jean-François Fontaine (1758-1826), marquis de Cramayel, baron d'Empire, a été introducteur des ambassadeurs à la cour de Napoléon Ier. Oudot de Maclaurin travaille sur l'hôtel Cramayel construit sur un terrain acheté en 1767, entre les rues du Sentier, Saint-Fiacre et le boulevard Poissonnière. À Cramayel, près de Melun, il édifie un obélisque et un théâtre, une véritable salle de spectacle avec tous ses accessoires, destinée à ajouter à l’agrément des fêtes qu’il y offrait pendant la belle saison à la noblesse d’alentour et à ses amis de Paris, financiers et gens de lettres, entre 1768 et 1772. Une nombreuse et brillante société s’y rendait fréquemment ; entre autres personnages : Marmontel Crébillon fils, Bernardin de St Pierre, le Cardinal de Bernis, Bouret de Croix Fontaine de Seine Port, Geoffroy de Montjoy de Bombon, etc. Des artistes de la Comédie Française y remplissaient les principaux rôles. Si le château a été détruit en 1824, l'obélisque a subsisté. Il a été construit en pierre de Créteil haut de 25 mètres et surmonté d’une boule dorée. Le monument qui n’avait pas coûté moins de 14285 livres 9 sols et 3 deniers a été érigé en 1767 en souvenir de la félicité du châtelain et les 20 ans de mariage ainsi que l’atteste l’inscription gravée sur le socle :
« Diis conjugalibus

Testimonium hoc amoris

Et mutux felicitatis

Monumentum posuerunt

Fontaine de Cramayel

Et Ermonica de Laborde, uxore

Ann LII regni Lude XV

Opt. Paine ».

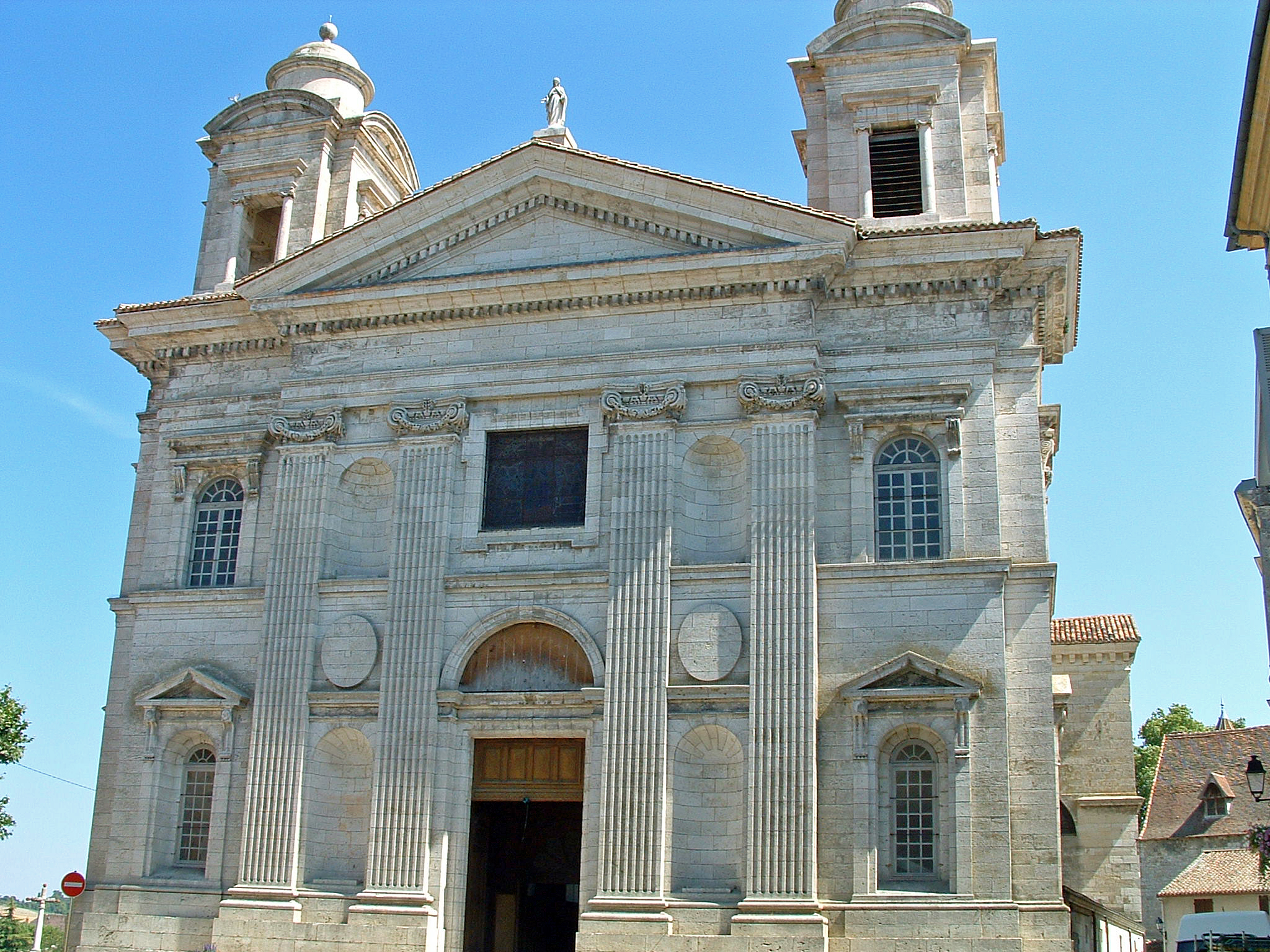
Église Saint-Nicolas de Nérac.
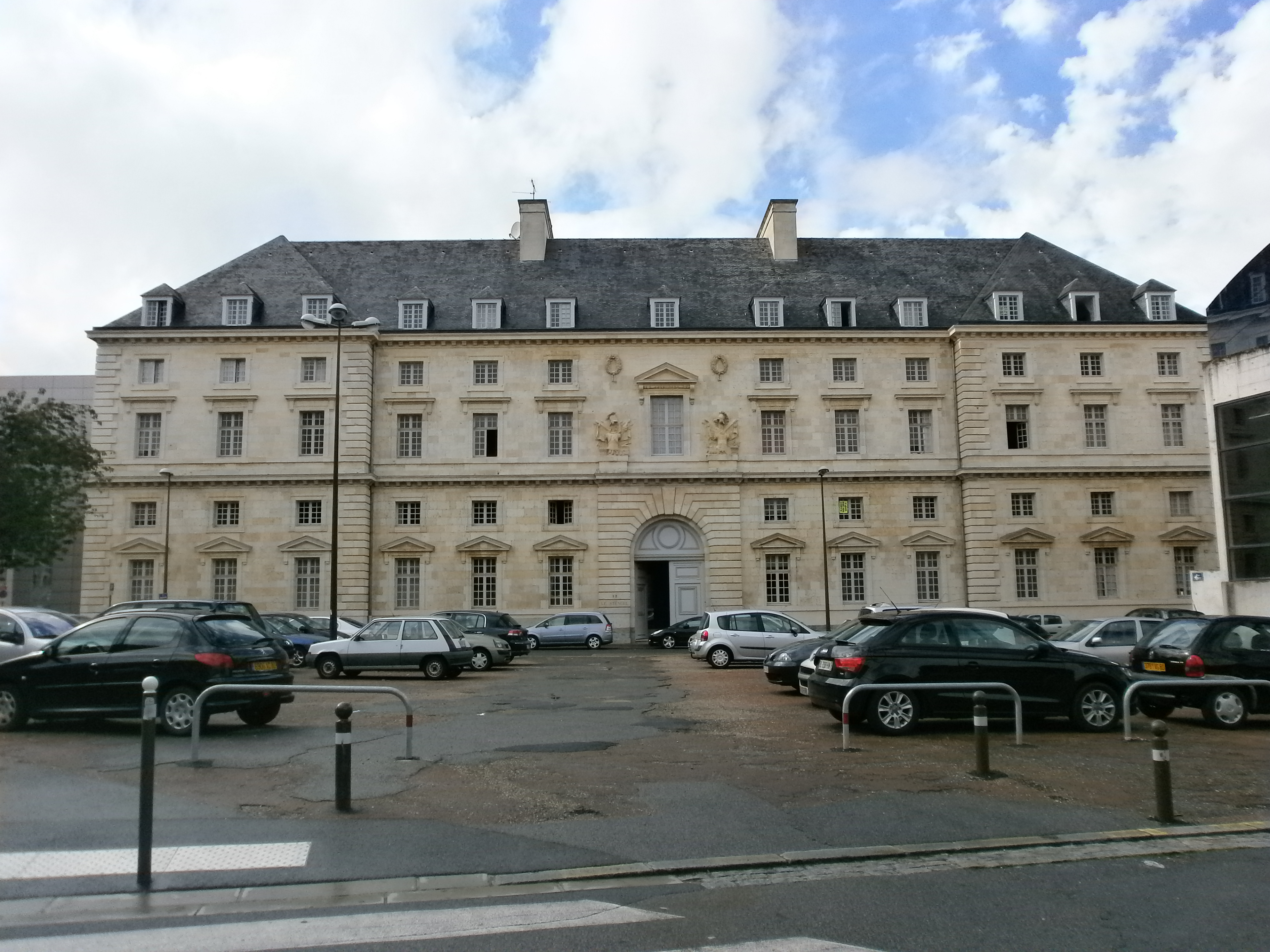
Ancienne caserne Stengel à Amiens.
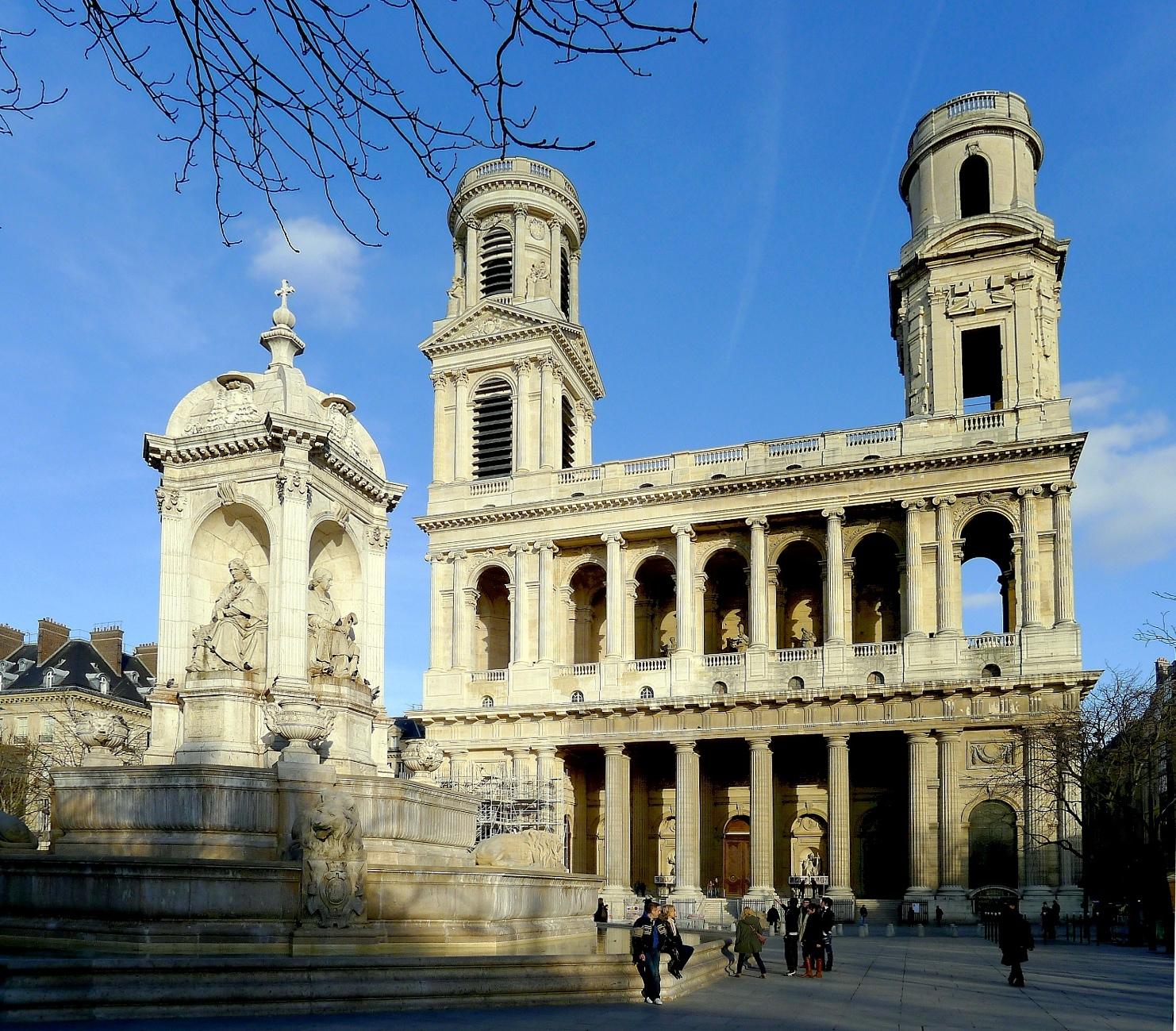
Église Saint-Sulpice de Paris avec la tour sud construite par Oudot de Maclaurin.
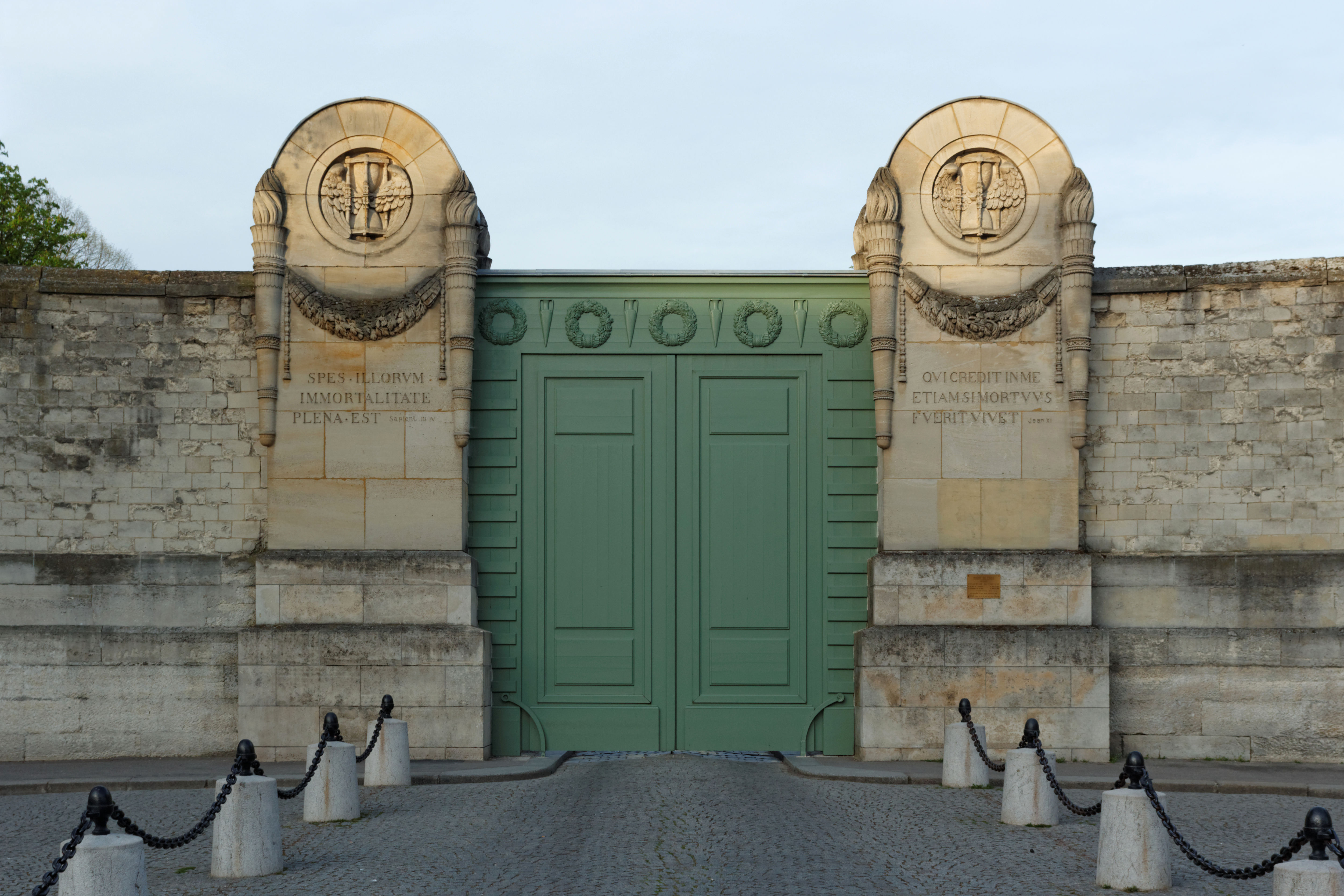
Entrée principale du Père-Lachaise copie du portail du cimetière de Saint-Sulpice.
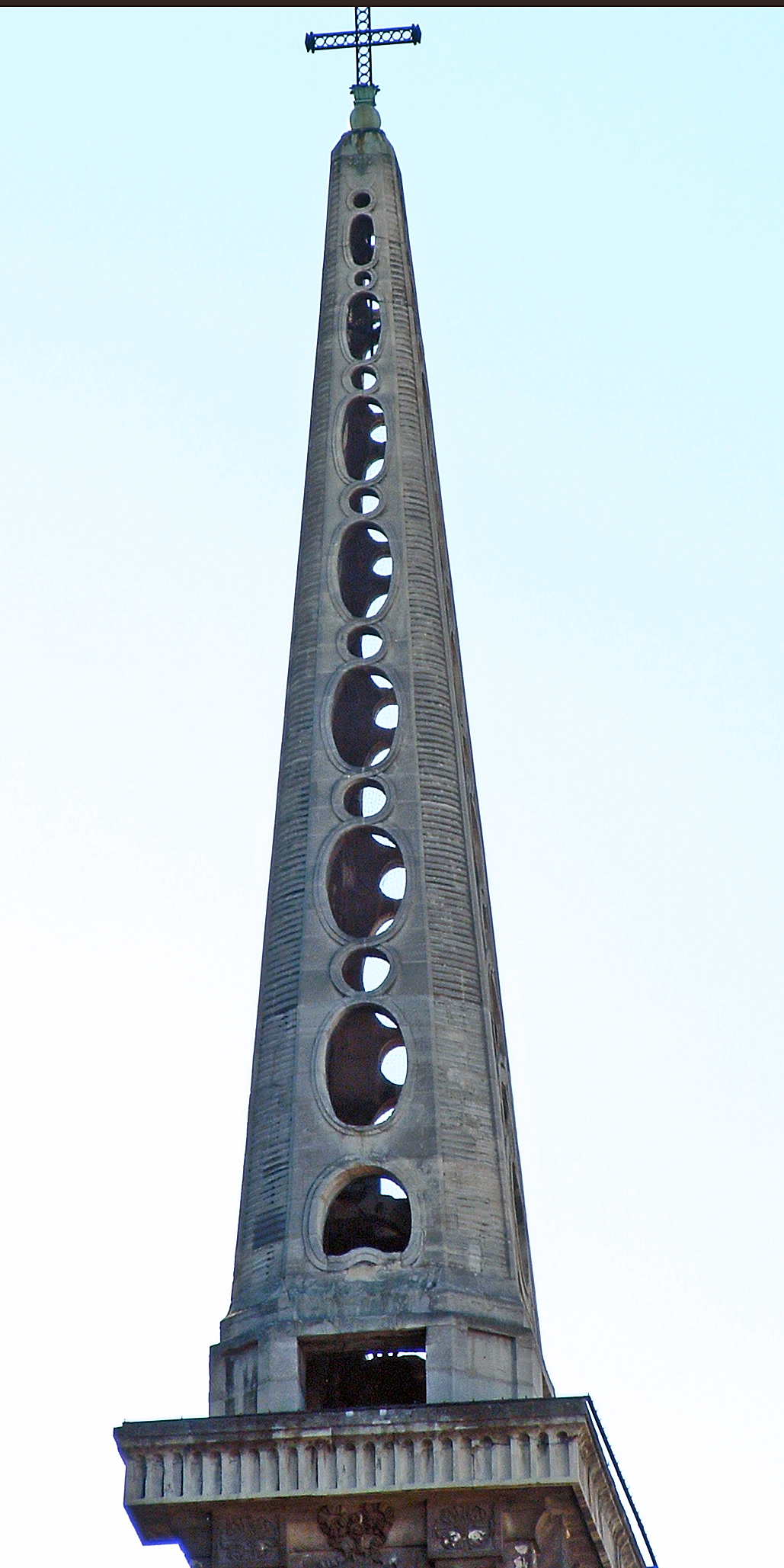
Église Saint-Louis-en-l'Île : L'obélisque du clocher.